# Charles Q. Brown Jr.
Pour les articles homonymes, voir Charles Brown et Brown.
Charles Quinton Brown Jr., né en 1962 à San Antonio (Texas), est un militaire américain. Il est général de l'United States Air Force.

## Biographie

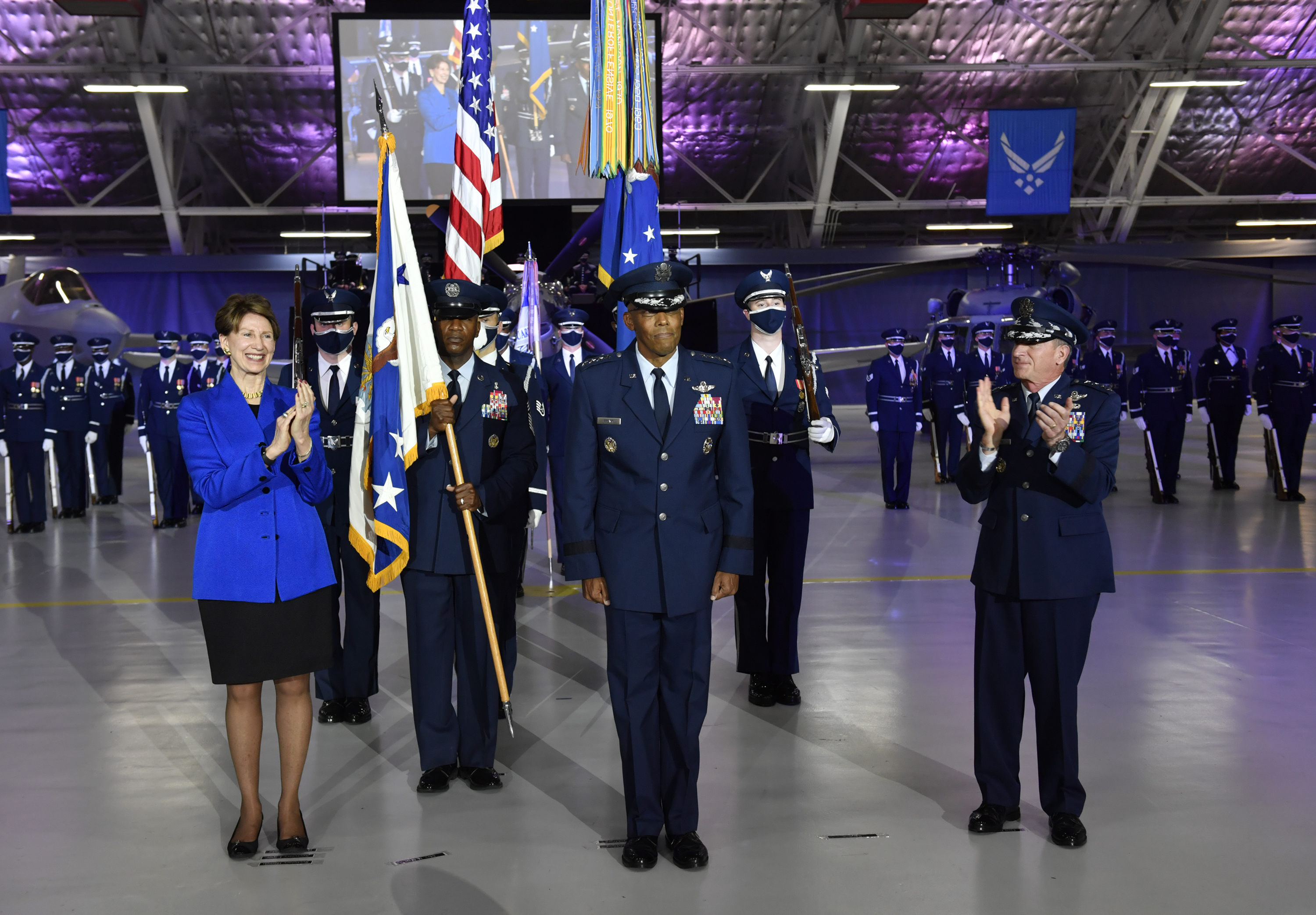
La secrétaire à la Force aérienne Barbara Barrett lors de la cérémonie de passation entre David L. Goldfein et Charles Q. Brown Jr. comme chef d'état-major de l'U.S. Air Force, en 2020.

Le 2 mars 2020, Brown est sélectionné par le président Donald Trump pour le poste de chef d'état-major de l'U.S. Air Force, puis confirmé dans ses fonctions par le Sénat le 9 juin suivant. Il devient le premier Afro-Américain à accéder à cette fonction.
Le 29 septembre 2023, il succède à Mark A. Milley et devient chef d'État-Major des armées des États-Unis, sous le président Joe Biden.
En février 2025, Donald Trump annonce le remplacement de Charles Brown avant la fin du mandat de ce dernier, par Dan Caine. Cette éviction est liée à l'hostilité de Donald Trump fraichement élu contre le concept de diversité, équité et inclusion (DEI). Charles Brown avait publiquement exprimé, après le meurtre de George Floyd, les discriminations qu'il a vécu à l'armée en tant qu'afro-américain. Donald Trump déclare toutefois : « J’aimerais remercier le général Charles Brown pour ses plus de quarante ans de service », saluant un « leader hors pair ».